# کیران کومار
کیران کومار (زاده ۲۰ اکتبر ۱۹۵۴) بازیگر فیلم اهل کشور هند است. وی در بسیاری از فیلم‌های هندی بازی کرده و معمولاً در فیلم‌های گجراتی نقش قهرمان را داشته‌است. پدر و همسر کیران هم بازیگر هستند. کیران کومار بازیگری را از سال ۱۹۷۱ شروع کرده‌است.
از فیلم‌هایی که وی در آن نقش داشته‌است می‌توان به عشق سنگدل اشاره کرد.

## فیلم‌شناسی
- عشق سنگدل
- عاشق شدی نترس
- آزار
- گل سنگ
- باغی
- جلوه عشق
- با من دوست میشی؟
- برادران
- دوستی
- به همسرم جواب نده
- دشمن بزرگ
- پسر شایسته
- داستان عشق
- یک لحظه جدایی
- دارم عاشقت میشم
- زهر دار
- افسر پلیس
- بی عدالتی
- سکو
- بی‌قید و شرط
- سرت را بالا نگهدار
- شهامت
- امروز آرجون
- جهان
- من دشمن تو هستم
- جنگ بزرگ
- اجی
- هیرو هیرلال
- حنا
- گورودو
- بازار سیاه
- خودخواه
- بابی جاسوس
- شکارچی
- وصال رادا
- دل دوباره به یاد آورد
- حساب زخم‌ها
- شطرنج
- دو چشم و دوازده دست
- دستبند
- چون من دروغ نمی‌گویم
- ترانه رادا
- اینا مینا دیکا
- آتش فقط آتش
- یام‌راج
- آتش
- طوفان گناه
- گنگا در کشور شما
- فرشته امان
- خطرناک
- نجات
- مسبب
- سی.آی. دی
- دریچه دل
- دختران تقویم
- شیرین
- قانون
- ناخواسته
- دوستت دارم...آقای هنرمند!
- قلب و عاشقانه
- حمله: قسمت ۱
- دوستت دارم
- کاغذ ۲
- آتش
- چهره‌ای که مانند ماه می‌درخشد
- دزدی بزگتر